# Бондоне (горный массив)
Бондоне (итал.  Bondone) — горный массив в итальянской области Трентино-Альто-Адидже.

## Описание
Горная группа к юго-западу от Тренто. Самые высокие вершины — Палон (2091 м) и Корнетто (2180 м). Популярное место для катания на лыжах.

## История

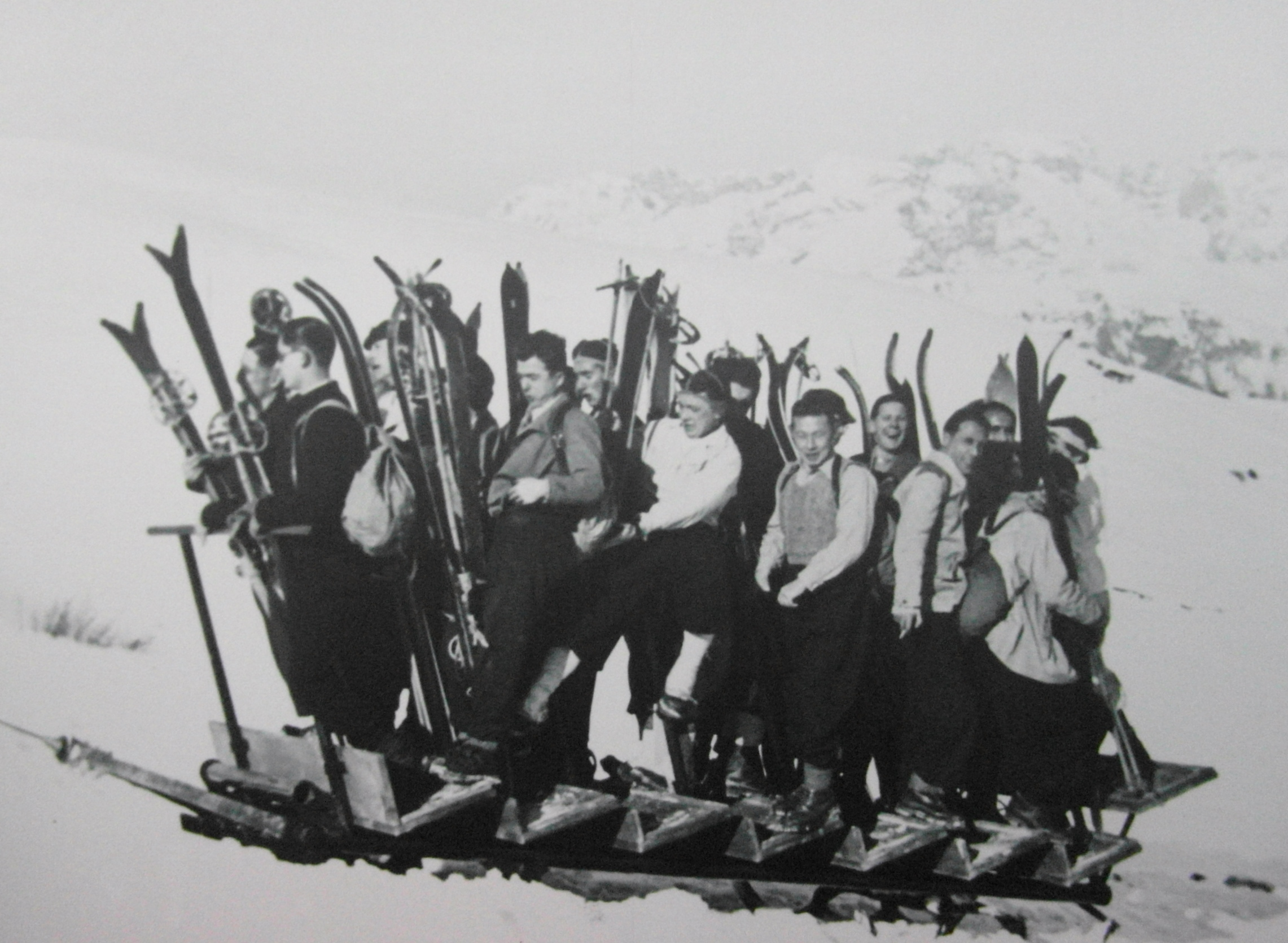
Первый санный подъёмник в Европе в 1934 году

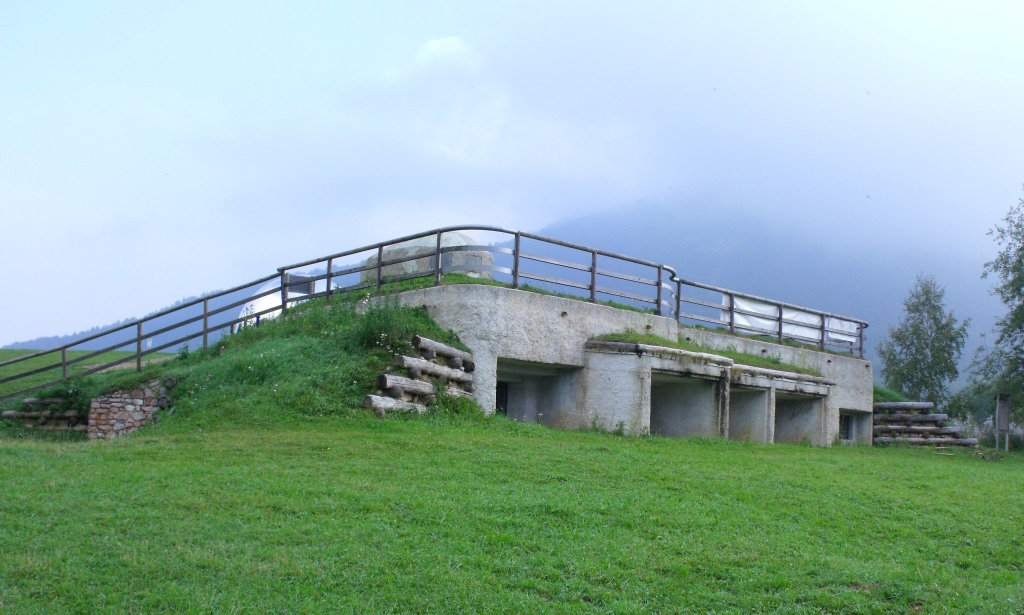
Бывший стрельбище, на месте которого сегодня расположена обсерватория